# رویه لاستیک
هریک از بخش‌های مجزای نقش رویه، با شکل‌های هندسی مختلف، مانند دنده یا نوار، که با شیار از یکدیگر جدا شده‌اند و درمجموع، نقش رویه را تشکیل می‌دهند آج نامیده می‌شوند. نوعی آج یا بخش مجزایی از نقش رویه به شکل چندوجهی با مقاطع مثلثی یا گرد یا چهارگوش «آج‌قطعه» نامیده می‌شود. تایرهای خودروها آج‌هایی روی خود دارند. آج‌ها این امکان را می‌دهند که کشش بیشتری در سطح تایر به‌وجود بیاید و همچنین جلوی ساییدگی زودهنگام تایر را می‌گیرند.
نقش آج لاستیک خودرو در هوای بارانی مهم است، چون باعث می‌شود تا با جلو رفتن خودرو، آب از زیر تایر کنار زده شود. آب از طریق چاک‌های تایر به بیرون پاشیده می‌شود و تایر با جادهٔ خشک در تماس قرار می‌گیرد. طرح آج برای حرکت بر روی جادهٔ خشک چندان مهم نیست، ولی تایرهای بی‌آج خطرناک‌اند. بعضی خودروها تایرهای ضدپنچری دارند که با نوعی اسفنج پر شده‌اند. هنگامی که این تایرها سوراخ شوند می‌توان با سرعت کم به رانندگی ادامه داد.
قدرت چنگ‌زنی (grip) تایر به معنای چسبندگی یا اصطکاک لاستیک با سطح جاده است. این ویژگی به لاستیک اجازه می‌دهد تا به سطح جاده بچسبد و از لغزش و سرخوردن جلوگیری کند. عواملی مانند جنس و طرح آج لاستیک، جنس و شرایط سطح جاده، وزن خودرو و سرعت آن در میزان چسبندگی لاستیک تأثیرگذار هستند.